# Peák Istvánné
Peák Istvánné (Bácskay Mária Irén, Budapest, 1941. július 24. – 2011. január 15.) pedagógus.

## Élete
Pedagógus család gyermeke. Nagyapja és édesapja is elismert középiskolai tanár volt. A háború vége után a család Salgótarjánba került. Itt édesapja, Bácskay János az akkori Madách Gimnázium, majd a megalakuló új gimnázium, a későbbi Bolyai János Gimnázium tanára lett.
Iskoláit az első osztálytól érettségiig Salgótarjánban végezte. 1959-ben sikeresen felvételizett a szegedi József Attila Tudományegyetem természettudományi karára, matematika-fizika szakra. Itt ismerkedett meg Peák Istvánnal.
Az egyetemet kitűnő minősítéssel végezte el, az egyetemről is kapott állásajánlatot. A tanári pályát választotta. 1972-ig a szegedi Móricz Zsigmond Általános Iskolában tanított.
Férje, dr. Peák István is kapott állásajánlatot a városban, az éppen akkor induló főiskola matematikai tanszékén. A család úgy döntött, hogy Szegedről Salgótarjánba költöznek. Az elkövetkező évtizedekben egyszerre volt tudóstanár és érző szívű osztályfőnök.
A ’80-as-’90-es években ő vezette a matematika B fakultációs csoportokat a Bolyaiban.
1997-es nyugdíjba vonulásáig (egy évig még azután is) a matematika munkaközösség vezetője volt a Bolyai János Gimnáziumban.

## Díjai, elismerései
- 1982: Bolyai Emlékplakett és Díszokirat.
- 1998-ban megkapta a gimnázium Bolyai János Alapítványának legrangosabb kitüntetését, a Bolyai Emlékérmet.
- 2000-ben a Bolyai János Matematikai Társulat Beke Manó emlékdíjának II. fokozatát kapta a matematika oktatásában és népszerűsítésében hosszabb időn át végzett kiváló és eredményes munkájáért.
- 2001-ben több évtizedes kiváló munkája elismeréseképpen a Salgótarján Közoktatásáért díjat vehette át.